# Liste von Wissenschaftspreisen
Die Liste von Wissenschaftspreisen bietet einen Überblick über die verschiedenen Auszeichnungen auf dem Gebiet der Wissenschaften.

## A
- Abelpreis (neben der Fields-Medaille wichtigster Mathematik-Preis)
- Abraham-Pais-Preis
- Ackermann-Teubner-Gedächtnispreis
- ACS Award for Computers in Chemical and Pharmaceutical Research
- ACS Award for Creative Invention
- ACS Award in Colloid Chemistry
- ACS Award in Surface Chemistry
- Adams-Preis
- Adolf-Fick-Preis (für wissenschaftliche Arbeiten auf dem Gebiet der Physiologie im deutschsprachigen Raum, seit 1929, mit 10.000 Euro dotiert)
- Adolf-von-Baeyer-Denkmünze
- Adolph Lomb Medal
- Agathe-Lasch-Preis (Norddeutsche Sprachforschung)

- A.H.-Heineken-Preis für Medizin
- A.H.-Heineken-Preis für Umweltwissenschaften
- A.H.-Heineken-Preis für Geschichte
- A.H.-Heineken-Preis für Kunst
- A.I. Virtanen Prize in Biochemistry
- Akademie-Preis der Bayerischen Akademie der Wissenschaften verliehen für nebenberuflich erbrachte Leistungen[1]
- Akademiepreis der Berlin-Brandenburgischen Akademie der Wissenschaften
- Akademie-Preis für Biologie der Akademie der Wissenschaften zu Göttingen → Biologie-Preis der Akademie der Wissenschaften zu Göttingen
- Akademie-Preise für Chemie und Physik der Akademie der Wissenschaften zu Göttingen → Chemie-Preis der Akademie der Wissenschaften zu Göttingen, Physik-Preis der Akademie der Wissenschaften zu Göttingen
- Albany Medical Center Prize
- Albert A. Michelson Medal
- Albert-Defant-Medaille
- Albert Einstein Award
- Albert-Einstein-Medaille
- Albert Einstein World Award of Science
- Albert Lasker Award for Basic Medical Research (Albert-Lasker-Preis für grundlagenmedizinische Forschung)
- Albert Lasker Award for Clinical Medical Research (Albert-Lasker-Preis für klinisch-medizinische Forschung) → Lasker~DeBakey Clinical Medical Research Award
- Albert Maucher-Preis
- Albrecht-Ludwig-Berblinger-Preis
- Albrecht-Penck-Medaille
- Alexander Agassiz Medal
- Alexander-von-Humboldt-Professur – Internationaler Preis für Forschung in Deutschland
- Alfred P. Sloan, Jr. Prize
- Alfred-Stock-Gedächtnispreis
- Alfred Wegener Medal
- Alfried-Krupp-Wissenschaftspreis
- Alvensleben-Jellinek-Ehrenmedaille
- Alwin-Mittasch-Preis
- Alwin-Walther-Medaille
- Alfred Wegener Medal
- Alfred-Wegener-Medaille
- AMA Scientific Achievement Award
- Amaldi-Medaille
- American Chemical Society Award for Creative Work in Synthetic Organic Chemistry
- American Chemical Society Award in Inorganic Chemistry
- American Chemical Society Award in Organometallic Chemistry
- American Chemical Society Award in Pure Chemistry
- American Chemical Society Award in Theoretical Chemistry
- André Aisenstadt Prize
- Annie-Jump-Cannon-Preis für Astronomie
- Anton-Wilhelm-Amo-Preis (Wissenschaftspreis)
- Arno Lustiger-Förderpreis für Dissertationen im Bereich der jüdischen Geschichte der Stadt Frankfurt am Main, verliehen im Rahmen des Rosl und Paul Arnsberg-Preises
- Arnold-Eucken-Preis (Verfahrenstechnik/Chemie)
- Arnold-Sommerfeld-Preis der Bayerischen Akademie der Wissenschaften
- Aronson-Preis des Landes Berlin
- Ars legendi-Preis für exzellente Hochschullehre, Auszeichnung der Hochschulrektorenkonferenz und des Stifterverbandes für die Deutsche Wissenschaft
- Arthur C. Cope Award
- Arthur L. Day Medal
- Arthur-L.-Day-Preis
- Arthur L. Schawlow Award
- Arthur-L.-Schawlow-Preis für Laserphysik
- Asklepios Award
- Atheist Alliance International#Richard-Dawkins-Award
- Augsburger Universitätspreis für Spanien-, Portugal- und Lateinamerikastudien
- August-Wilhelm-von-Hofmann-Denkmünze
- Avery-Landsteiner-Preis der Deutschen Gesellschaft für Immunologie → Deutscher Immunologie-Preis

## B
- Bakerian Lecture
- Balzan-Preis
- Bayerischer Maximiliansorden für Wissenschaft und Kunst
- Medaille Bene merenti der Bayerischen Akademie der Wissenschaften
- Beatrice-M.-Tinsley-Preis
- Béla-Szőkefalvi-Nagy-Medaille
- Benjamin Franklin Medal (Franklin Institute)
- Beno Gutenberg Medal
- Berliner Wissenschaftspreis
- Bernstein Preis für Computational Neuroscience (BPCN)
- Berthold Leibinger Zukunftspreis
- Berwick-Preis
- Blaise-Pascal-Medaille
- Bôcher Memorial Prize
- Bochumer Historikerpreis
- Bogoljubow-Goldmedaille
- Boltzmann-Medaille
- Braunschweiger Forschungspreis (vormals Braunschweig Preis)
- Breakthrough Prize in Life Sciences
- Brouwer-Medaille
- Brüder-Grimm-Medaille der Akademie der Wissenschaften zu Göttingen
- Bridgman Award
- Brigitte-Gedek-Wissenschaftspreis im zweijährlichen Turnus verliehen für herausragende Leistungen in der Mykotoxinforschung(www.Mykotoxin.de)
- Brigitte Knobbe-Keuk Preis
- Bristol-Myers Squibb Award
- Bruce Medal
- Bruno-Heck-Wissenschaftspreis
- Bruno-H.-Bürgel-Preis
- Bruno-Rossi-Preis
- BMW Scientific Award

## C
- Canada Gairdner International Award
- Canada Gairdner Global Health Award → John Dirks Canada Gairdner Global Health Award
- Canada Gairdner Wightman Award
- CAP-CRM Prize
- Carl-Duisberg-Gedächtnispreis
- Carl-Friedrich-Gauß-Preis
- Carl-Gareis-Preis der Rechts- und Wirtschaftswissenschaftlichen Fakultät der Universität Bayreuth
- Carl-Hermann-Medaille der Deutschen Gesellschaft für Kristallographie
- Carl-Ramsauer-Preis
- Carl Sagan Memorial Award
- Carl-Sonnenschein-Preis
- Carl-Zeiss-Forschungspreis → Zeiss Research Award
- Camilla-Dirlmeier-Preis, gestiftet von der Camilla-Dirlmeier-Stiftung, verliehen von der Universität Siegen
- Charles A. Whitten Medal
- Charles Doolittle Walcott Medal → NAS Award in Early Earth and Life Sciences
- Charles Hard Townes Award
- Charles Schuchert Award
- Charles-Stark-Draper-Preis
- Chauvenet-Preis
- Chemical Pioneer Award
- Chern-Medaille
- Clarke-Medaille
- Claude E. Shannon Award
- Clay Research Award
- C.L. de Carvalho-Heineken-Preis für Kognitionswissenschaft
- Clemens von Pirquet-Medaille der Österreichischen Gesellschaft für Allergologie und Immunologie (ÖGAI)
- Clemens von Pirquet-Preis der Österreichischen Gesellschaft für Kinder- und Jugendheilkunde
- Colepreis
- Collatz-Preis
- Colloquium Lectures (AMS)
- Computer Pioneer Award
- Conrad Schlumberger Award
- ConSozial Wissenschaftspreis, gestiftet von Dr. Loew Soziale Dienstleistungen, verliehen vom Bayerischen Staatsministerium für Arbeit und Sozialordnung, Familie und Frauen
- Cothenius-Medaille
- Coxeter-James-Preis
- Crafoord-Preis der Königlich Schwedischen Akademie der Wissenschaften
- CRM-Fields-PIMS Prize
- Croonian Lecture

## D
- Dahl-Nygaard-Preis
- Dan-David-Preis
- Dannie-Heineman-Preis (Göttingen)
- Dannie-Heineman-Preis für Astrophysik
- Dannie-Heineman-Preis für mathematische Physik
- David Livingstone Centenary Medal
- David P. Robbins Prize (AMS)
- David P. Robbins Prize (MAA)
- David-Sackett-Preis
- Davisson-Germer-Preis
- Davy-Medaille
- DECHEMA-Medaille
- De-Morgan-Medaille
- Derek John de Solla Price Award
- Descartes-Preis
- Deutsche Krebshilfe Preis, seit 1996 vergeben an deutsche und internationale Krebsforscher
- Deutscher Archäologiepreis
- Deutscher KI-Preis
- Deutscher Planspielpreis
- Deutscher Studienpreis für Archäologie
- Deutscher Zukunftspreis
- Deutsch-Französischer Parlamentspreis
- Dickson Prize in Medicine
- Dickson Prize in Science
- Dijkstra-Preis
- Dirac-Medaille (ICTP)
- Dirac-Medaille (IOP)
- Dirac Medal (UNSW)
- DKV Cochrane Preis[2] des Deutschen Cochrane Zentrums
- Dominik-Wölfel-Medaille des Institutum Canarium

## E
- EATCS-Award
- E. B. Wilson Medal
- Eckert-Mauchly Award
- Eddington-Medaille
- Edgar Wilson Award für Kometenentdeckungen
- Eduard-Sueß-Medaille
- Edward Teller Award
- Edwin H. Land Medal
- EEEfCOM-Innovationspreis
- Einstein Award der SolarWorld AG für herausragende Leistungen im Bereich der Photovoltaik
- Einstein Foundation Award for Promoting Quality in Research
- Einstein-Preis
- Einstein-Preis für Laserforschung
- Eli Lilly and Company-Elanco Research Award
- Eli Lilly Award in Biological Chemistry
- Elisabeth-Mann-Borgese-Meerespreis → Deutscher Meerespreis
- Elliott-Cresson-Medaille
- Emil-Fischer-Medaille
- Emil-Wiechert-Medaille der DGG für herausragende geophysikalische Arbeit seit 1955
- Émile-Picard-Medaille
- EMS-Preis
- Engelhardt-Goldmedaille
- Enrico-Fermi-Preis
- Eppendorf Award for Young European Investigators
- Eppendorf & Science Prize for Neurobiology
- Erdős-Preis
- Erich-Hylla-Preis
- Ernest Guenther Award in the Chemistry of Natural Products der American Chemical Society
- Ernest-Orlando-Lawrence-Preis
- Ernst-Hellmut-Vits-Preis
- Ernst-Jünger-Preis für Entomologie des Landes Baden-Württemberg für herausragende entomologische Arbeiten
- Ernst-Mach-Ehrenmedaille
- Ernst-Ruska-Preis
- Erwin-Schrödinger-Preis für herausragende interdisziplinäre Forschung
- Eugen-Sänger-Medaille der Deutschen Gesellschaft für Luft- und Raumfahrt
- Eugene P. Wigner Reactor Physicist Award
- Euler Book Prize
- Euler-Medaille
- E. V. Murphree Award in Industrial and Engineering Chemistry
- Eva und Klaus Grohe-Preis der Berlin-Brandenburgischen Akademie der Wissenschaften
- Eva Luise Köhler Forschungspreis für seltene Erkrankungen
- Exzellenz in der Lehre, Preis des Hessischen Ministeriums für Wissenschaft und Kunst und der Gemeinnützigen Hertie-Stiftung

## F
- Faraday-Medaille (IET)
- Faraday-Medaille (IOP)
- Feenberg-Medaille
- Felix Klein Prize
- Felix-Machatschki-Preis
- Fermat-Preis
- Fields-Medaille (höchste Auszeichnung für Mathematik, seit 1936, mit ca. 10.000 Euro dotiert)
- Financial Engineer of the Year, siehe International Association for Quantitative Finance
- Flerov-Preis
- Förderungspreis der Österreichischen Mathematischen Gesellschaft
- Förderpreis Wissenschaft der Gregor Louisoder Umweltstiftung
- Forschungspreis der Ellen-und-Max-Woitschach-Stiftung für ideologiefreie Wissenschaft
- Forschungspreis der Luckner-Stiftung, Martin-Luckner-Stiftung, Halle
- Francqui-Preis
- Frederic Ives Medal
- Fresenius-Preis für Analytische Chemie der Gesellschaft Deutscher Chemiker
- Friedrich-Becke-Medaille
- Friedrich-Emich-Plakette
- Friedrich L. Bauer-Preis → F.L.-Bauer-Preis
- Friedrich-von-Alberti-Preis
- Friedrich Wilhelm Bessel-Forschungspreis
- Friedrich Wilhelm Joseph von Schelling-Preis der Bayerischen Akademie der Wissenschaften → Schelling-Preis
- Fritz-Kohlrausch-Preis der Österreichischen Physikalischen Gesellschaft
- Fritz London Memorial Prize
- Fritz-Pregl-Preis
- Fröhlich-Preis
- Frühlingspreis, siehe Japanische Mathematische Gesellschaft
- Fulkerson-Preis
- Fundamental Physics Prize → Breakthrough Prize in Fundamental Physics

## G
- G. de B. Robinson Award
- Gay-Lussac-Humboldt-Preis
- Gauß-Professur der Akademie der Wissenschaften zu Göttingen
- Gauß-Vorlesung
- GDCh-Preis für Journalisten und Schriftsteller
- GDD Wissenschaftspreis der Gesellschaft für Datenschutz und Datensicherheit auf dem Gebiet des Datenschutzes
- Gentner-Kastler-Preis
- Georg-Cantor-Medaille
- Georg-Eckert-Forschungspreis für wissenschaftliche Arbeiten im Bereich der Bildungsmedienforschung
- Georg-Helm-Preis
- George A. Olah Award in Hydrocarbon or Petroleum Chemistry
- George-B.-Dantzig-Preis
- George-David-Birkhoff-Preis
- George E. Pake Prize
- George Pólya Award
- George-Pólya-Preis
- George-Sarton-Medaille der History of Science Society für herausragende Leistungen auf dem Gebiet der Wissenschaftsgeschichte
- George Szekeres Medal, siehe Australian Mathematical Society
- George-W.-Peters-Preis des Arbeitskreises für evangelikale Missiologie e. V. zur Förderung missionswissenschaftlicher Arbeiten
- Georges-Köhler-Preis
- Georgi-Preis
- Gerda-Henkel-Preis der Gerda Henkel Stiftung
- Gerhard Herzberg Canada Gold Medal for Science and Engineering
- Gerhard-Hess-Preis der DFG (auch Gerhard-Hess-Förderprogramm der DFG, 1988–2000)
- Gerhard-Fürst-Preis des Statistischen Bundesamtes
- Gerhard-Thoma-Ehrenpreis des Fachinstituts der Steuerberater e. V.
- Gibbs Lecture
- Gips-Schüle-Forschungspreis
- G. K. Gilbert Award
- G. K. Gilbert Award for Excellence in Geomorphic Research
- Gladstone-Preis
- Glarean-Preis (seit 2007, nach Glarean) der Schweizerischen Musikforschenden Gesellschaft, CHF 10.000
- Glazebrook Medal
- Glenn T. Seaborg Medal
- Glenn T. Seaborg Award for Nuclear Chemistry
- GNAA-Wissenschaftspreis
- Goldmedaille der Royal Astronomical Society
- Goedecke-Forschungspreis (von 1967 bis 2001, von 2002 bis 2009 unter dem Namen Pfizer Forschungspreis fortgeführt)
- Gödel-Lecturer
- Gödel-Preis
- Gottfried-Wilhelm-Leibniz-Medaille
- Gottfried Wilhelm Leibniz-Preis
- Gribov Medal
- Léopold-Griffuel-Preis („Griffuel-Preis“, Prix Léopold Griffuel) der Association pour la Recherche sur le Cancer
- Gruber-Preis für Kosmologie seit 2000
- Gruber-Preis für Genetik seit 2001
- Gruber-Preis für Neurowissenschaften seit 2004
- Gustav-Hertz-Preis
- Gustav-Steinmann-Medaille
- Gustav-von-Bergmann-Medaille (Innere Medizin)
- Guy-Medaille

## H
- Haitinger-Preis
- Hannes-Alfvén-Preis
- Hanno-und-Ilse-Hahn-Preis der Bibliotheca Hertziana in Rom
- Hanno und Ruth Roelin-Preis
- Hanns-Lilje-Preis der Akademie der Wissenschaften zu Göttingen
- Hans-A.-Bethe-Preis
- Hans-Cloos-Preis
- Hans Driesch Wissenschaftspreis
- Hans-Herloff-Inhoffen-Preis
- Hans-Janssen-Preis der Akademie der Wissenschaften zu Göttingen
- Hans-Ludwig-Neumann-Preis
- Hans-Stille-Medaille
- Harnack-Medaille, höchste Auszeichnung der Max-Planck-Gesellschaft
- Harveian Oration, von William Harvey selbst initiierte Ehrung des Royal College of Physicians
- Harvey Lecture
- Hegel-Preis, Geisteswissenschaften
- Heinrich-Emanuel-Merck-Preis für Analytik
- Heinz-Bethge-Nachwuchspreis
- Heinz-Billing-Preis zur Förderung des wissenschaftlichen Rechnens
- Heinz-Hopf-Preis
- Heinz-Heckhausen-Jungwissenschaftlerpreis
- Heinz-Maier-Leibnitz-Preis, Nachwuchspreis der Deutschen Forschungsgemeinschaft
- Heinz von Foerster-Preis der Deutschen Gesellschaft für Kybernetik
- Heisenberg-Stipendium der Deutschen Forschungsgemeinschaft
- Helen-B.-Warner-Preis
- Helene-Lange-Preis für Nachwuchswissenschaftlerinnen in MINT Disziplinen (seit 2009)
- Helge-Pross-Preis
- Helmholtz-Medaille der Berlin-Brandenburgischen Akademie der Wissenschaften
- Helmholtz-Preis für Metrologie
- Hendrik Casimir-Karl Ziegler-Forschungspreis
- Henri-Poincaré-Preis
- Henry-Draper-Medaille
- Henry Marshall Tory Medal
- Henry Norris Russell Lectureship
- Herbert-Walther-Preis
- Herbstpreis, siehe Japanische Mathematische Gesellschaft
- Hermann-Knothe-Preis
- Hermann-Staudinger-Preis
- Herschel-Medaille
- Hertha-Sponer-Preis
- Heyrovský-Medaille
- High Energy and Particle Physics Prize
- Hintelmann Wissenschaftspreis für Zoologische Systematik der Freunde der ZSM: Zoologische Staatssammlung München
- Hochschullehrer des Jahres, vergeben vom Deutschen Hochschulverband
- Holweck-Preis
- Horst-Pracejus-Preis
- Howard N. Potts Medal
- Howard Taylor Ricketts Award
- Hughes-Medaille
- Humboldt-Forschungspreis
- Hydrodynamik-Preis der American Physical Society

## I
- ifa-Forschungspreis Auswärtige Kulturpolitik
- IEEE Edison Medal
- IEEE Emanuel R. Piore Award
- IEEE Medal of Honor
- Inge Lehmann Medal
- Innovationspreis in Medizinisch/Pharmazeutischer Chemie
- International Quantum Communication Award
- Internationaler Hauptpreis für Wissenschaft & Forschung
- Internationaler Preis für Biologie
- Internationaler Stefan-Banach-Preis → Stefan-Banach-Preis
- Irving Langmuir Award
- Isaac-Newton-Medaille
- Isaac Kerstenetzky Award
- Israel-Preis
- IVI – SK bioscience Park MahnHoon Award
- Iyanaga-Preis

## J
- James B. Macelwane Medal
- James-Clerk-Maxwell-Preis für Plasmaphysik
- James Craig Watson Medal
- James Flack Norris Award
- James-H.-Wilkinson-Preis
- James-Watt-Medaille
- Japan-Preis
- Jeffery-Williams-Preis
- Jesse W. Beams Award
- John-G.-Diefenbaker-Preis für deutsche Gesellschafts- und Geisteswissenschaftler
- John J. Abel Award
- Jean-Nicod-Preis
- Joel Henry Hildebrand Award
- Johann-Philipp-Reis-Preis
- Johan-Skytte-Preis
- John J. Abel Award
- John L. Synge Award
- John von Neumann Lecture
- John-von-Neumann-Theorie-Preis
- Joseph-König-Gedenkmünze
- Joseph O. Hirschfelder Prize
- Joseph-Weber-Preis für astronomische Instrumentierung
- Julius von Haast Fellowship Award
- Julius-Edgar-Lilienfeld-Preis
- Julius-Springer-Preis für angewandte Physik

## K
- Kapiza-Goldmedaille
- Kapp-Forschungspreis für Ökologische Ökonomie
- Karl-Arnold-Preis der Nordrhein-Westfälischen Akademie der Wissenschaften für herausragende nachwuchswissenschaftliche Forschungsarbeit
- Karl-Georg-Christian-von-Staudt-Preis
- Karl-Jaspers-Preis
- Karl Landsteiner-Medaille
- Karl Landsteiner-Preis
- Karl-Oberdisse-Preis
- Karl-Schwarzschild-Medaille
- Karl-Ziegler-Preis
- Karl-Zoeppritz-Preis
- Karp-Preis
- Dr. Kausch-Preis
- Kavli-Preis
- Kaiser-Friedrich-Forschungspreis
- Keldysch-Goldmedaille
- Kelvin Medal
- Kenneth-O.-May-Preis
- Klaus-Grohe-Preis für medizinische Chemie
- Klaus Tschira Preis für verständliche Wissenschaft, Biologie, Chemie, Mathematik, Neurowissenschaften, Informatik und Physik
- Klung-Wilhelmy-Wissenschafts-Preis
- Knuth-Preis
- König-Faisal-Preis → Internationaler König-Faisal-Preis
- Konrad-Zuse-Medaille für Verdienste um die Informatik
- Konrad-Zuse-Medaille für Verdienste um die Informatik im Bauwesen
- Körber-Preis für die Europäische Wissenschaft
- Krafft-Medaille
- Krieger-Nelson-Preis
- KUMAS-Umweltpreis des KUMAS – Kompetenzzentrum Umwelt
- Kurt-Bittel-Preis für Süddeutsche Altertumskunde
- Kyoto-Preis

## L
- Landau-Preis
- Lapworth Medal
- Lars-Onsager-Preis
- Lasker~Bloomberg Public Service Award
- Lasker~DeBakey Clinical Medical Research Award
- Lasker~Koshland Special Achievement Award in Medical Science
- Lauréat Prix International de Géographie Vautrin Lud
- Lebedew-Goldmedaille
- Leibniz-Medaille der Berlin-Brandenburgischen Akademie der Wissenschaften
- Leipziger Wissenschaftspreis der Sächsischen Akademie der Wissenschaften
- Leo Hendrik Baekeland Award
- Leonhard-Euler-Goldmedaille
- Leopold-Kunschak-Preis
- Dr.-Leopold-Lucas-Preis (seit 1972) Theologie, Geistesgeschichte, Geschichtsforschung, Philosophie
- Leopold-von-Buch-Plakette
- Leroy P. Steele Prize
- Lester Randolph Ford Award
- Leverhulme-Medaille (Royal Society)
- Leverhulme-Medaille (British Academy)
- Levi-L.-Conant-Preis
- Lewis-Fry-Richardson-Medaille
- Lichtenberg-Medaille der Akademie der Wissenschaften zu Göttingen
- Liebig-Denkmünze
- Li-Siguang-Preis für Geowissenschaften
- Lise-Meitner-Preis
- Lister-Medaille
- Ljapunow-Preis
- Lobatschewski-Medaille
- Logan Medal
- Lomonossow-Goldmedaille
- Loève-Preis
- Ludwig-Biermann-Förderpreis
- Ludwig-Boltzmann-Preis der Österreichischen Physikalischen Gesellschaft
- Ludwig-Erhard-Medaille
- Ludwig-Erhard-Preis
- Ludwig-Prandtl-Ring der Deutschen Gesellschaft für Luft- und Raumfahrt
- Ludwig-Rehn-Preis Vereinigung Mittelrheinischer Chirurgen
- Lyell-Medaille

## M
- MacArthur Fellowship
- Majoranapreis
- Manfred Lautenschlaeger Award for Theological Promise
- Marcel Grossmann Award
- Matteucci-Medaille
- Marcel-Benoist-Preis → Schweizer Wissenschaftspreis Marcel Benoist
- March of Dimes and Richard B. Johnston, Jr., MD Prize in Developmental Biology, Entwicklungsbiologie
- Margaret W. Rossiter History of Women in Science Prize
- Margherita-von-Brentano-Preis, Frauenförderung in der Forschung
- Markow-Preis
- Mary Clark Thompson Medal → NAS Award in the Evolution of Earth and Life
- Maurice Ewing Medal (AGU)
- Maurice Ewing Medal (SEG)
- Maurice Wilkes Award
- Max-Bergmann-Medaille
- Max Born Award
- Max-Born-Preis
- Max-Delbrück-Medaille
- Max Delbruck Prize
- Max-Planck-Medaille
- Max-Planck-Forschungspreis
- Max-Rubner-Preis der Deutschen Gesellschaft für Ernährung
- Max-von-Laue-Preis der Deutschen Gesellschaft für Kristallographie
- Max-Weber-Preis der Bayerischen Akademie der Wissenschaften
- Maxwell-Medaille
- Médaille d’or du CNRS
- MediaArtHistories Award
- Melanchthonpreis der Stadt Bretten
- Mendelejew-Goldmedaille
- Meyer-Struckmann-Preis für geistes- und sozialwissenschaftliche Forschung
- Dr. Meyer-Struckmann-Wissenschaftspreis
- Michael-Faraday-Preis
- Mietek Pemper Preis der Universität Augsburg für Versöhnung und Völkerverständigung
- Morgan Stanley-American Finance Association Award for Excellence in Finance
- Mott-Medaille
- Murchison-Medaille

## N
- NAS Award in Chemical Sciences
- NAS Award in Early Earth and Life Sciences
- National Medal of Science
- Nationaler Latsis-Preis, siehe Schweizer Wissenschaftspreis Latsis
- Naylor-Preis
- Nemmers-Preis für Mathematik
- Nernst-Haber-Bodenstein-Preis der Deutschen Bunsen-Gesellschaft für Physikalische Chemie
- Nevanlinna-Preis
- New Horizons in Physics Prize
- Newton-Lacy-Pierce-Preis für Astronomie
- Nobelpreis (für Physik, Chemie, Physiologie oder Medizin, Wirtschaftswissenschaften, Literatur und für Frieden, seit 1901, mit ca. 1 Mio. Euro dotiert)
- Noether Lecture
- Norbert-Wiener-Preis
- Norddeutscher Wissenschaftspreis (seit 2012)[3]

## O
- Oberwolfach-Preis
- Oersted Medal
- Oliver E. Buckley Condensed Matter Prize
- Olivier Kahn International Award
- Oskar-Klein-Medaille
- Ostrowski-Preis
- Oswald-Veblen-Preis
- Otto-Bayer-Preis
- Otto Hahn Award der Max-Planck-Gesellschaft
- Otto-Hahn-Medaille der Max-Planck-Gesellschaft
- Otto-Hahn-Preis, höchste Auszeichnung für Chemiker und Physiker in Deutschland (Goldmedaille und 50.000 €)
- Otto-Laporte-Preis
- Otto-Meyer-und-Elisabeth-Roth-Preis
- Otto-Wallach-Plakette
- Otto-Warburg-Medaille

## P
- Paleontological Society Medal
- Panofsky-Preis
- Paris-Kanellakis-Preis
- Paul-Ehrlich-und-Ludwig-Darmstaedter-Preis, Medizin
- Paul-Erdős-Preis
- Paul-Langevin-Preis
- Paul-Martini-Preis
- Paul N. Rylander Award
- Paulus-Preis
- Penrose-Goldmedaille
- Penrose-Medaille
- Perkin Medal
- Petrie Prize Lecture
- Pfizer Award der History of Science Society
- Pfizer Award in Enzyme Chemistry der American Chemical Society
- Pfizer Forschungspreis (Deutschland) (von 2002 bis 2009, von 1967 bis 2001 verliehen unter dem Namen Goedecke-Forschungspreis)
- Pfizer Forschungspreis (Schweiz) (seit 1992)
- Philip Morris Forschungspreis (1982 bis 2007)
- Philipp Franz von Siebold-Preis für japanische Wissenschaftler
- Philipp-Matthäus-Hahn-Preis der Stadt Kornwestheim
- Philosophischer Buchpreis des Forschungsinstituts für Philosophie Hannover
- Phoenix-Pharmazie-Wissenschaftspreis (Pharmakologie, Pharmazeutische Biologie, Pharmazeutische Chemie und Pharmazeutische Technologie)
- Physics Frontiers Prize
- Phytotherapie-Preis zur Förderung des wissenschaftlichen Nachwuchses
- Pólya-Preis
- Pomerantschuk-Preis, siehe Institut für Theoretische und Experimentelle Physik
- Poncelet-Preis
- Pour le Mérite für Wissenschaft und Künste
- Preis der Berlin-Brandenburgischen Akademie der Wissenschaften (gestiftet von der Monika Kutzner-Stiftung zur Förderung der Krebsforschung)
- Preis der Berlin-Brandenburgischen Akademie der Wissenschaften (gestiftet von der Peregrinus-Stiftung Rudolf Meimberg)
- Preis der Peregrinus-Stiftung der Bayerischen Akademie der Wissenschaften
- Preis der Peregrinus-Stiftung der Akademie der Wissenschaften und der Literatur
- Preis für exzellente Genderforschung des Ministeriums für Kultur und Wissenschaft Nordrhein-Westfalen
- Preis für mutige Wissenschaft des Ministeriums für Wissenschaft, Forschung und Kunst Baden-Württembergs
- Prelog-Medaille und -Vorlesung
- Premio Caccioppoli
- Premio Enrico Fermi
- Priestley-Medaille
- Prinzessin-von-Asturien-Preis
- Prix Bartholdi
- Prix Charles-Léopold Mayer
- Prix des trois physiciens
- Prix Élie Cartan
- Prix Félix Robin
- Prix Jacques Herbrand
- Prix Jean Ricard
- Prix Servant

## Q
- Quantum Electronics Award

## R
- Ralph-W.-Gerard-Preis
- RAMSIS Excellence Award
- Rankine Lecture
- Rebeur-Paschwitz-Preis
- Reimar Lüst-Preis für internationale Wissenschafts- und Kulturvermittlung
- Reinhard-Süring-Plakette
- Remsen Award
- Ribenboim-Preis
- Richard-Rado-Preis
- Ritter-von-Gerstner-Medaille
- Robert Boyle Prize for Analytical Science
- Robert-Koch-Medaille
- Robert-Koch-Preis
- Robert N. Noyce Medal
- Robert Pfleger-Forschungspreis
- Robert-Sauer-Preis der Bayerischen Akademie der Wissenschaften
- Roebling Medal
- Roger Adams Award
- Röntgen-Preis
- Rolf-Schock-Preis
- Rosalind Franklin Award
- Rosenstiel Award
- Rosl und Paul Arnsberg-Preis (für Forschung zu jüdischer Geschichte der Stadt Frankfurt am Main)
- Rössler-Preis
- Ross Prize der Feinstein Institute
- Rotary-Preis der Bayerischen Akademie der Wissenschaften
- Rothschild-Preis
- Royal Photographic Society Medal
- Rudolf-Kaiser-Preis – zur Förderung des wissenschaftlichen Nachwuchses auf dem Gebiet der Experimentalphysik
- Robert R. Wilson Prize
- Robert-Wichard-Pohl-Preis der Deutschen Physikalischen Gesellschaft
- Rollo-Davidson-Preis
- Rudolf-Meimberg-Preis der Mainzer Akademie der Wissenschaften und der Literatur; siehe Preis der Peregrinus-Stiftung (Akademie der Wissenschaften und der Literatur)
- Rudolf-Virchow-Vorlesung mit Preisverleihung des Forschungsbereichs Altsteinzeit des Römisch-Germanischen Zentralmuseums
- Rumelhart-Preis
- Ruth Lyttle Satter Prize in Mathematics
- Ružička-Preis
- R. W. Wood Prize
- Ryōji-Noyori-Preis

## S
- Sacharow-Goldmedaille
- Sackler-Preis
- Sakurai-Preis
- Salem-Preis
- SASTRA Ramanujan Prize
- Schader-Preis
- Scheele-Preis, Chemie, Schweden
- Schleiden-Medaille der Leopoldina
- Schweizer Wissenschaftspreis Latsis
- Selman A. Waksman Award in Microbiology
- Semjonow-Goldmedaille
- Senior-Whitehead-Preis
- Serge-von-Bubnoff-Medaille
- Seymour Cray Computer Engineering Award
- Shaw Prize
- Shewhart Medal
- Siegfried Unseld Preis
- Siegried-Stettendorf-Preis
- Sigmund-Freud-Preis für wissenschaftliche Prosa, seit 1964
- Internationaler Sigmund-Freud-Preis für Psychotherapie, seit 1999
- Sigmund-Freud-Kulturpreis, seit 2009, vergeben von der Deutschen Psychoanalytischen Vereinigung und der Deutschen Psychoanalytischen Gesellschaft
- S.-I.-Wawilow-Goldmedaille
- Smith-Preis
- Sofja Kovalevskaja-Preis
- Sophie-Germain-Preis
- Spinoza-Preis (höchster niederländischer Wissenschaftspreis)
- Stefan-Banach-Medaille
- Stefan-Banach-Preis
- Stein-Rokkan-Preis
- Stephan-Mueller-Medaille
- Stern-Gerlach-Medaille
- Swan Medal

## T
- Tang Prize[4]
- Tarski Lectures
- Ter-Meer-Preis
- Terzaghi Award
- Terzaghi Lecture
- Theodor-Eschenburg-Preis
- Theodor-Körner-Preis
- Theodore von Kármán Prize
- Thomas Kuhn Award der International Academy of Science
- Tiburtius-Preis - Preis der Berliner Hochschulen
- Timoschenko-Medaille
- Tiroler Landespreis für Wissenschaft
- Tolman Award
- Tomalla-Preis
- Tom-W.-Bonner-Preis für Kernphysik
- Tschebyschow-Goldmedaille
- Tübinger Förderpreis für Ältere Urgeschichte und Quartärökologie
- TÜV Austria Wissenschaftspreis
- Tsungming-Tu-Preis des National Science Councils, Taiwan
- Turing Award (wichtigster Informatik-Preis)

## U
- United Global Academy Wissenschaftspreis

## V
- VdS-Medaille
- Vetlesen-Preis
- VinFuture Prize
- Virchow-Preis für globale Gesundheit
- V. M. Goldschmidt Award
- Vodafone Innovationspreis für hervorragende wissenschaftliche Arbeiten auf dem Gebiet der Mobilkommunikation
- Volta-Preis
- Von-Karman-Medaille → Theodore von Karman Medal

## W
- Waldo E. Smith Award
- Walter-Clawiter-Preis für Arbeiten zur Erforschung auf dem Gebiet der Hypertonie
- Walter H. Bucher Medal
- Walter-Kertz-Medaille
- Walter-König-Medaille
- Walter-Schottky-Preis
- Walter-Witzenmann-Preis
- Walther Flemming Award
- Watsuji-Tetsurō-Kulturpreis
- Welch Award in Chemistry
- Werner-Hahlweg-Preis für Militärgeschichte und Wehrwissenschaften → Förderpreis für Militärgeschichte und Militärtechnikgeschichte
- Werner-von-Siemens-Ring
- Weyprecht-Medaille
- Whitehead-Preis
- Whitfield-Preis
- Whittaker-Preis
- Wigner-Medaille
- Wiley Prize in Biomedical Sciences
- Wilhelm-Exner-Medaille
- Wilhelm-Leopold-Pfeil-Preis für forstwissenschaftliche und auch forstpraktische Leistungen
- Wilhelm-Liebknecht-Preis
- Wilhelm Schneemelcher Preis für antike christliche Literatur und ihre Rezeptionen
- Wilks Memorial Award
- Will-Kleber-Gedenkmünze der Deutschen Gesellschaft für Kristallographie
- Willard Gibbs Medal
- Willet G. Miller Medal
- William B. Coley Award des amerikanischen Krebsforschungsinstituts „Cancer Research Institute“
- William Bowie Medal
- William C. Rose Award
- William H. Nichols Medal
- Willis-E.-Lamb-Preis
- Willy-Brandt-Preis für Zeitgeschichte
- Willy-Hager-Preis
- WISE Prize for Education
- Wissenschaftspreis der Dr. August und Dr. Anni Lesmüller-Stiftung
- Wissenschaftspreis der Stadt Basel
- Wissenschaftspreis der Fritz-Behrens-Stiftung
- Wissenschaftspreis der Stiftung Lesen
- Wissenschaftspreis der Teubner-Stiftung
- Wissenschaftspreis des Deutschen Bundestages
- Wissenschaftspreis des EHI, der GS1 und der Akademischen Partnerschaft
- Wissenschaftspreis des Markenverbandes
- Wissenschaftspreis des Stifterverbandes für die Deutsche Wissenschaft auf Vorschlag der Leibniz-Gemeinschaft
- Wissenschaftspreis für exzellente Genderforschung des Landes Nordrhein-Westfalen
- Wissenschaftspreis des Industrie-Clubs Düsseldorf
- Wissenschaftspreis Logistik der Bundesvereinigung Logistik
- Wissenschaftspreis Niedersachsen
- Wolf-Erich-Kellner-Preis
- Wolf-Preis
- Wolfgang-Paul-Preis
- Wolfgang-Wirichs-Förderpreis für den Nachwuchs in Handelswissenschaft und -praxis
- Wolfskehl-Preis
- Wollaston-Medaille

## Z
- Zittel-Medaille